# شولبوژه ویلکیه
شولبوژه ویلکیه (به لهستانی:  Szulborze Wielkie) یک روستا در لهستان است که در گمینا شولبوژه ویلکیه واقع شده‌است.